# Titans of Creation
Titans of Creation es el decimosegundo álbum de estudio de la banda estadounidense de thrash metal Testament, lanzado el 3 de abril de 2020. Este álbum marca la primera vez que Testament ha grabado más de un álbum con la misma formación desde The Ritual (1992). Titans of Creation es también el primer álbum de la banda coproducido por Juan Urteaga, quien previamente trabajó con los dos álbumes de estudio de Dark Roots of Earth (2012) y Brotherhood of the Snake (2016).

## Canciones
| N.º | Título                       | Duración |  |
| 1.  | «Children of the Next Level» | 6:13     |  |
| 2.  | «WWIII»                      | 4:48     |  |
| 3.  | «Dream Deceiver»             | 4:58     |  |
| 4.  | «Night of the Witch»         | 6:32     |  |
| 5.  | «City of Angels»             | 6:43     |  |
| 6.  | «Ishtar's Gate»              | 5:09     |  |
| 7.  | «Symptoms»                   | 4:37     |  |
| 8.  | «False Prophet»              | 4:54     |  |
| 9.  | «The Healers»                | 4:23     |  |
| 10. | «Code of Hammurabi»          | 4:52     |  |
| 11. | «Curse of Osiris»            | 3:24     |  |
| 12. | «Catacombs»                  | 2:01     |  |

- Datos: Q84080590